# NOWKR

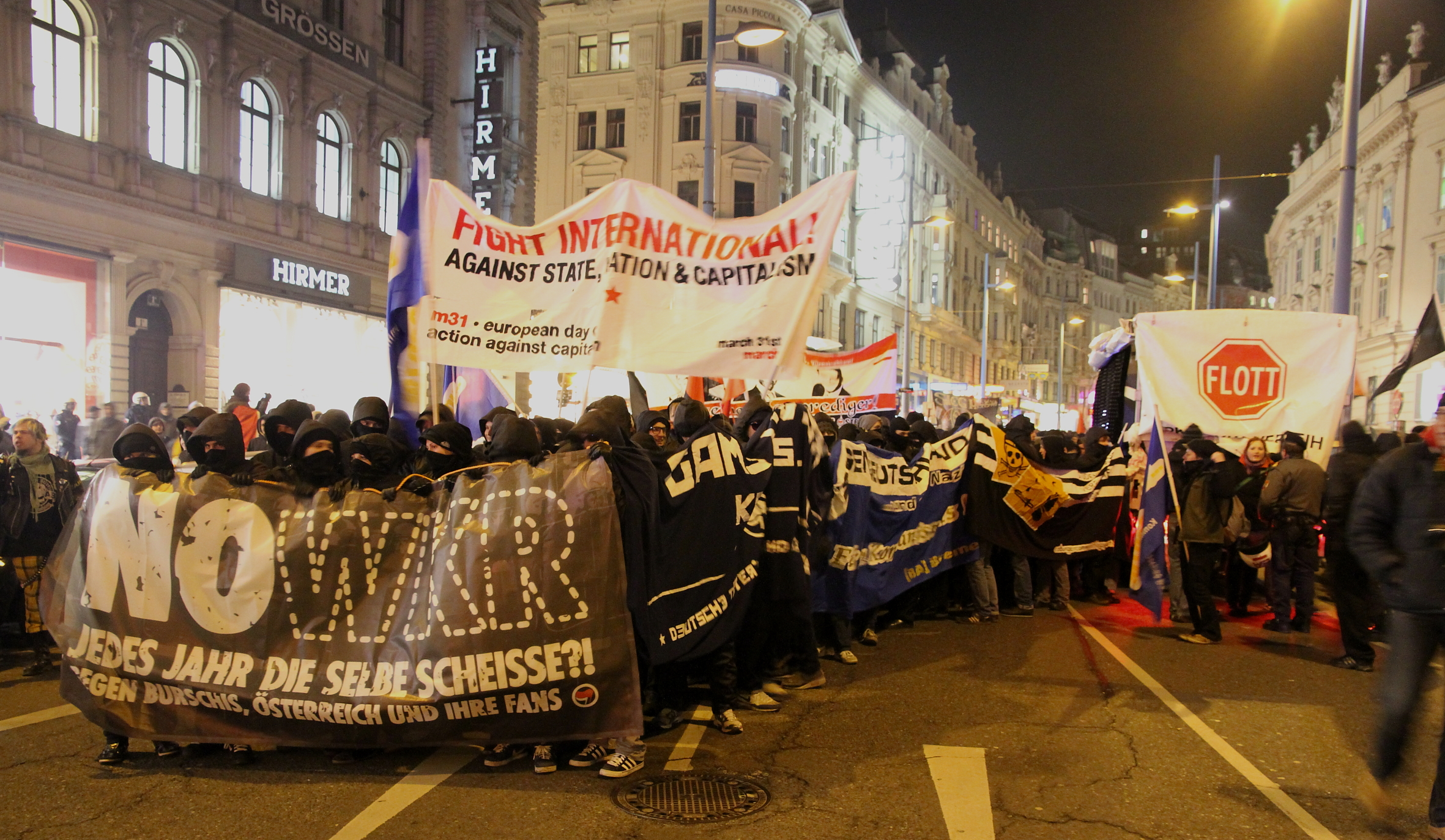
NOWKR-Demonstration 2012

NOWKR (Abkürzung für No WKR Ball) war ein im Jahr 2008 gegründetes linksradikales, antikapitalistisches und antifaschistisches Bündnis. Es richtete sich vorrangig gegen den Ball des Wiener Korporationsrings und seit dem Jahr 2013 gegen den Wiener Akademikerball, der von der FPÖ veranstaltet wird. Im Februar 2015 gab das Bündnis seine Auflösung und die Gründung einer Offensive gegen Österreich bekannt.
Die Demonstrationen von NOWKR waren mehrfach Ausgangspunkt von Gewalt gegen Polizisten, Ballgäste und Demonstranten, sowie fallweise auch Sachbeschädigungen. Mehrere Demonstrationen wurden behördlich untersagt. Der Verfassungsgerichtshof beurteilte das Verbot der Demonstration im Jahr 2011 durch die Landespolizeidirektion Wien als verfassungswidrig.

## Entstehung
Im Jahr 1952 etablierte der Wiener Korporationsring (WKR), bestehend aus schlagenden Studentenverbindungen, einen Ball. Diese Veranstaltung war jahrzehntelang ein Treffpunkt rechter, rechtsextremer und nationalistischer Politiker aus ganz Europa; unter den Ballgästen waren auch einige, die den Holocaust zumindest relativierten. Laut dem Dokumentationsarchiv des österreichischen Widerstandes (DÖW) haben zwischen 2009 und 2011 etwa Markus Beisicht, Patrik Brinkmann, Filip Dewinter, Alexander Dugin, Matthias Faust, Bruno Gollnisch und der rechtsradikale katalanische Politiker Enrique Ravello an mindestens einem Ball teilgenommen.
Die Kritik bezog sich einerseits auf die Veranstaltung, andererseits auf den Veranstaltungsort, die Wiener Hofburg, Amtssitz des österreichischen Bundespräsidenten. 2008 formierte sich das Bündnis NOWKR und begann, gegen den Ball zu demonstrieren. Seit 2013 hat der WKR-Ball mit dem Wiener Akademikerball einen inoffiziellen Nachfolger, das Demonstrationsbündnis behielt seinen Namen jedoch bei.

## Manifest
Die aktuelle Website des Bündnisses verlautbart als Grundsatztext:

„Das NOWKR-Bündnis versteht sich als linksradikales antifaschistisches Bündnis, das seit 2008 Proteste gegen den WKR/Akademikerball organisiert. Unsere kontinuierliche Arbeit schaffte es den WKR-Ball ins Rampenlicht der medialen Öffentlichkeit zu zerren und hat dabei schon mehrere Erfolge zu verbuchen. Neben einer Delegitimierung des Balls und deutschnationaler Burschenschaften im Allgemeinen hat der Ball mit sinkenden Teilnehmer_innenzahlen zu kämpfen und musste 2012 in Akademikerball umbenannt werden. Dabei war es uns immer wichtig den Akademikerball als Spitze eines reaktionären Eisbergs zu begreifen. Den Ball unmöglich zu machen bedeutet für uns auch eine Gesellschaftsform unmöglich zu machen die reaktionäre Ideologien aller Couleur erst hervorbringt. Deshalb war es für uns immer zentral eine linksradikale Gesellschaftskritik in den Vordergrund unserer politischen Arbeit zu stellen und dabei Werbung für das Projekt der Überwindung der bestehenden Verhältnisse zu machen.“

## Demonstrationen

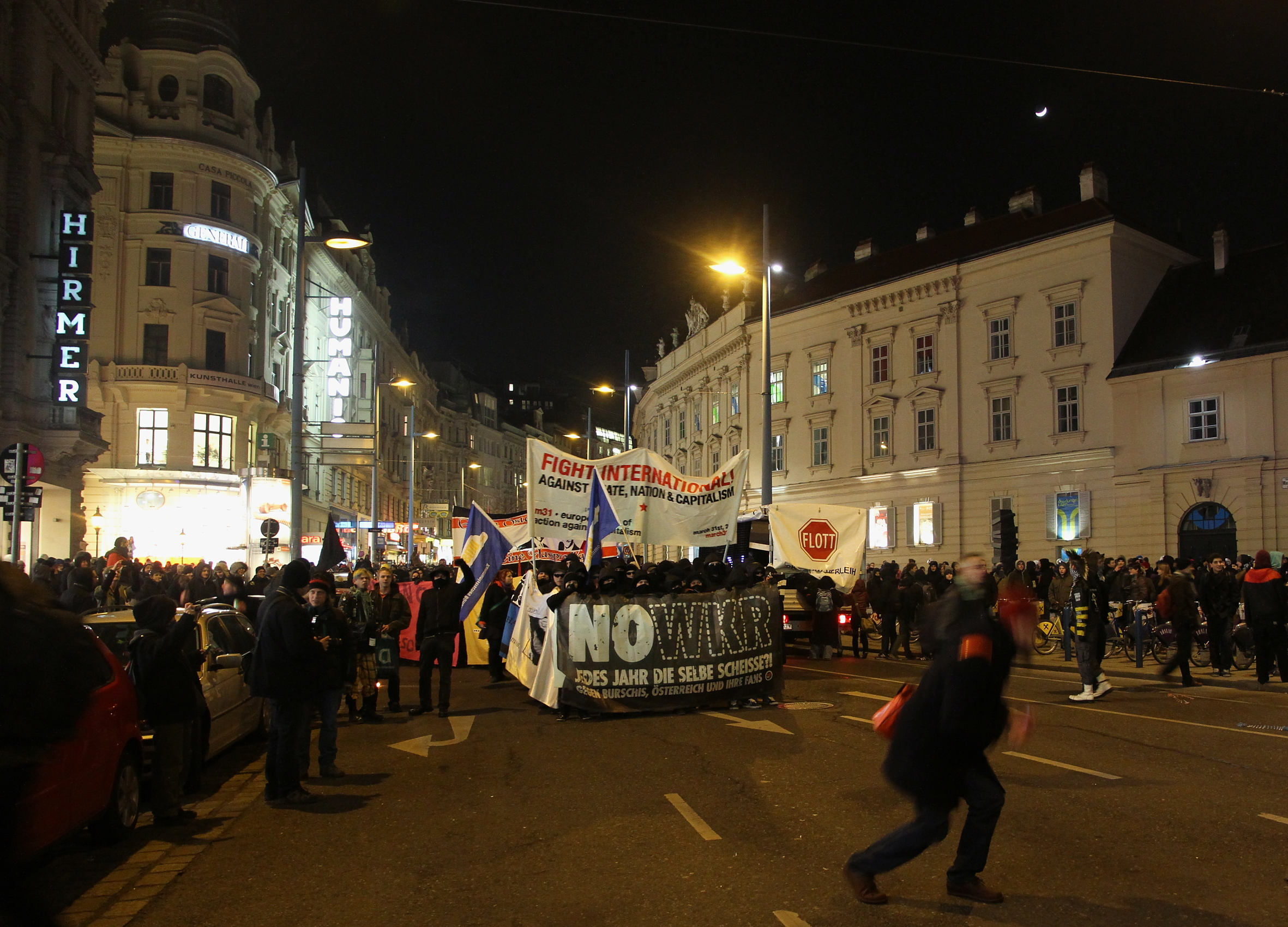
Demonstration gegen den WKR-Ball 2012

Seit 2008 veranstaltet NOWKR alljährlich – teilweise behördlich untersagte – Demonstrationen gegen den Ball. Diese entwickelten sich dabei zum Nachfolger der Opernballdemos. 2010 wurden die Demonstrationen erstmals untersagt. Am ursprünglich angemeldeten Kundgebungsort, dem Christian-Broda-Platz, benannt nach dem Justizreformer der 1970er und 1980er Jahre, wurden rund 700 Personen eingekesselt und wegen Verwaltungsübertretung angezeigt. Der Menschenrechtsbeirat des BMI arbeitete aufgrund dieser Erfahrung eine Empfehlung zum Umgang mit sogenannten „Polizeikesseln“ aus.
Das Bundesamt für Verfassungsschutz und Terrorismusbekämpfung (BVT) erwähnte die Demonstrationen in seinen Jahresberichten 2009 und 2010. Im Bericht 2011 wurde der NOWKR-Protest gegen Rechts als „zentrales Element linksextremistischer Aktivitäten“ genannt: „Das größte Ereignis in diesem Zusammenhang war die Demonstration gegen den Ball des Wiener Korporationsringes (WKR), an der trotz behördlicher Untersagung mehrere hundert Menschen teilnahmen. Im Verlauf dieser Kundgebung kam es zu Sachbeschädigungen, der Verwendung von Brandsätzen sowie zu Körperverletzungen und Angriffen gegen Polizistinnen und Polizisten.“
Als 2011 die Demonstrationen von der Polizei erneut kurzfristig untersagt wurden, kam es noch am selben Abend zu einer Spontankundgebung mit etwa 150 Teilnehmern am Stephansplatz. Parolen gegen die Polizei rufend, zog die teils schwarz vermummte Menge durch die Innenstadt und zerstreute sich schließlich beim Naschmarkt. Am nächsten Tag gab die Polizei diese Spontandemonstration, bei der Mistkübel angezündet und Beamte attackiert wurden, als Begründung für das Demonstrationsverbot vom Vortag an. Dennoch versammelten sich am Tag des Balles hunderte Demonstranten an verschiedenen Orten in der Stadt und zogen auf spontanen Routen durch die Stadt, die nur teilweise von der Polizei blockiert werden konnten. Erneut gab es hunderte Anzeigen nach Kesselungen. Etwa 1200 Beamte waren laut Medien im Einsatz.

### Urteil des Verfassungsgerichtshofes
Nachdem die Österreichische Hochschülerschaft gegen den Bescheid der Polizei und der daraus resultierenden Untersagung der Kundgebung von 2011 vorgegangen war, entschied im April 2013 der österreichische Verfassungsgerichtshof (VfGH), dass die Untersagung der ordnungsgemäß angemeldeten NOWKR-Demo im Jahr 2011 verfassungswidrig war und berief sich dabei auf die Rechtsprechung des Europäischen Gerichtshofs für Menschenrechte (EGMR), wonach eine Demonstration nicht wegen möglicher Zusammenstöße untersagt werden darf, sondern sich die Polizei bei Zusammenstößen zwischen zwei Gruppen zu stellen habe, um die Versammlungsfreiheit zu gewährleisten.

„Würde nämlich allein der Umstand eines Risikos von Auseinandersetzungen bereits in jedem Fall erlauben, eine geplante Versammlung zu untersagen, liefe dies auf ein – mit verfassungsrechtlichen Grundsätzen nicht zu vereinbarendes – vorbeugendes Versammlungsverbot hinaus. Ein solcher Verstoß ist der belangten Behörde im vorliegenden Fall vorzuwerfen.“

### Vom WKR-Ball zum Akademikerball
Im Dezember 2011 kündigte die Hofburg Betriebsgesellschaft m.b.H. den Vertrag für den WKR-Ball, nachdem die an der Betriebsgesellschaft beteiligten Casinos Austria erklärten, dass sie„jede Form von Extremismus entschieden ab[lehnen] und Organisationen, die die nötige Distanz zu einschlägigem Gedankengut vermissen lassen, keine Bühne geben [wollen]“ und sich gegen die Abhaltung des Balls in der Hofburg aussprachen. Im Vorfeld der Proteste 2012 „sah es kurzzeitig danach aus, als hätte die Kampagnenarbeit weitere Früchte getragen.“ Seit dem darauffolgenden Jahr fand der Ball jedoch unter der Schirmherrschaft der FPÖ als Akademikerball einen inoffiziellen Nachfolger.

### 2015
Zwei Kundgebungen von NOWKR gegen den Wiener Akademikerball 2015 wurden von der Wiener Polizei untersagt. Im Gegensatz zum Verbot von 2011 hält der Verfassungsrechtler Bernd-Christian Funk das Verbot von 2015 für verhältnismäßig. Da die Veranstalter Gewalt ausdrücklich nicht ausgeschlossen hätten, sei ein Verbot gerechtfertigt. Das Grundrecht der Versammlungsfreiheit sei kein Freibrief für Gewalt, so Funk. Die Kritik entzündete sich an der Aussage eines NOWKR-Sprechers in Richtung der Ballgäste: „[…] wir werden sie nicht mit Samthandschuhen anfassen.“
Die Wiener Polizei erstattete Anzeige wegen Bildung einer kriminellen Vereinigung. Die Staatsanwaltschaft Wien prüfte zunächst eine Anklageerhebung gegen zwei Personen nach § 278b StGB (Terroristische Vereinigung), gab zwei Wochen später aber bekannt, nur noch wegen Bildung einer kriminellen Vereinigung, Landzwangs, Nötigung, Körperverletzung, gefährlicher Drohung, Sachbeschädigung und versuchten Widerstands gegen die Staatsgewalt zu ermitteln. Grünen und Alternativen StudentInnen (GRAS) verurteilten die Ermittlungen und zogen Vergleiche mit dem Wiener Neustädter Tierschützerprozess und dem Refugee Protest Camp Vienna. Für die Österreichische Hochschülerschaft (ÖH) deuten die Ermittlungen auf „eine neue Dimension der Repression von Antifaschismus in Österreich hin“. Im Februar 2015 hatte NOWKR seine Auflösung und die Gründung der Nachfolgegruppierung Offensive gegen Österreich bekannt gegeben.

## Gruppierungen aus dem Ausland
Aufgrund seiner Vernetzung mit ausländischen linksradikalen Gruppen gelang es NOWKR, Unterstützung befreundeter Gruppen aus Deutschland, Italien und Tschechien zu gewinnen, die teils mit eigenen Bussen an- und abreisten, darunter auch ein Schwarzer Block aus Deutschland, der als gewaltbereit eingestuft wird.

## Mottos der Demonstrationen
Seit 2009 steht jede NOWKR-Demonstration unter einem Slogan:
- 2009 Kein Grund zum Feiern
- 2010 En Garde! WKR-Ball anfechten
- 2011 Jedes Jahr die selbe Scheiße?!
- 2012 Vienna Calling – Den WKR-Ball crushen
- 2013 Nein, wir lieben dieses Land und seine Leute nicht
- 2014 Unseren Hass den könnt ihr haben
- 2015 Für ein Ende der Gewalt – Den Wiener Akademikerball unmöglich machen

Zum Motto der Demonstrationen im Jahr 2015:

„Wenn wir von Gewalt sprechen, dann meinen wir diese gewalttätigen Verhältnisse, und wenn wir ein Ende der Gewalt fordern, fordern wir ein Ende dieser Verhältnisse. Wenn wir für die Aufhebung der gewaltvoll verfassten bürgerlichen Gesellschaft demonstrieren und eintreten, so machen wir dies stets im Wissen, dass diese Aufhebung auch im Negativen passieren kann, wie aktuell etwa der IS und historisch der Nationalsozialismus zeigen und gezeigt haben.“

Am 8. Jänner 2015 kündigte das NOWKR-Bündnis Widerstand gegen die deutsche rechtspopulistische Pegida-Bewegung an. Das Bündnis kündigte an, Demonstrationen und Blockaden gegen die erste österreichische Pegida-Demonstration am 2. Februar 2015 zu organisieren. So wurde für den 2. Februar für 17:30 zur Freyung mobilisiert, etwa 200 kamen.

## Abspaltung und Neugründungen
Im Jahr 2011 wurde das neue Bündnis Offensive gegen Rechts (OgR) gegründet, getragen von einer Reihe sozialistischer und kommunistischer Gruppen und Organisationen, überwiegend Jugendorganisationen. Es handelte sich um eine Abspaltung von NOWKR und unterscheidet sich insofern, als die OgR ihren Schwerpunkt auf Antifaschismus legt, während NOWKR sich vorrangig als antikapitalistisch sieht.

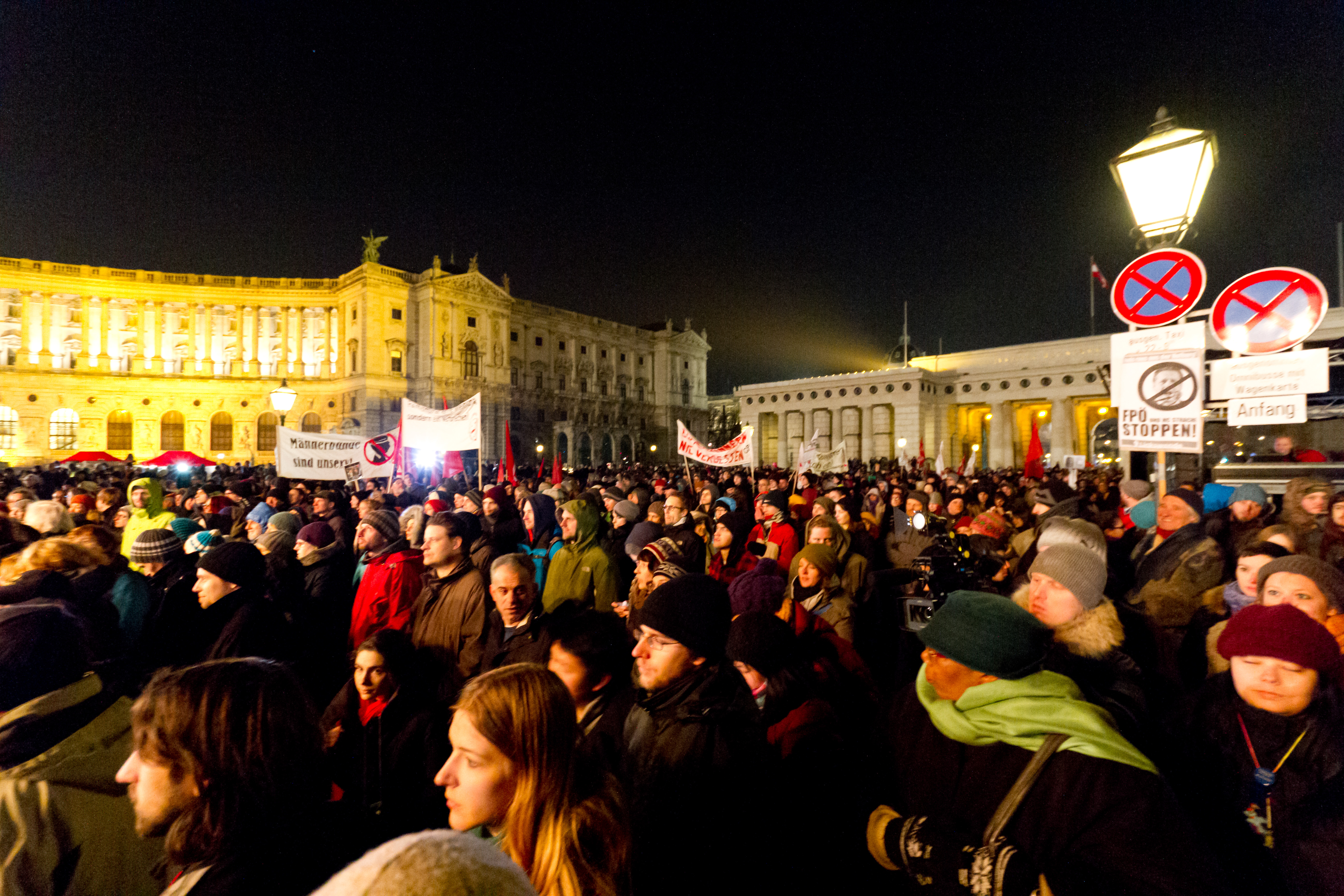
Jetzt Zeichen setzen! am Heldenplatz (2012)

Im Jahr 2012 wurde ein drittes Bündnis begründet, welches noch wesentlich weiter in die Mitte der Zivilgesellschaft reicht. Die neue Plattform Jetzt Zeichen setzen! wird vom Österreichischen Gewerkschaftsbund, der Österreichischen Gewerkschaftsjugend und der Österreichischen Hochschülerinnen- und Hochschülerschaft, von drei Parteien und Repräsentanten verschiedener Religionsgemeinschaften getragen, darunter Katholiken, Protestanten und Juden. Weiters beteiligen sich daran zahlreiche namhafte Organisationen der österreichischen Zivilgesellschaft, wie Asyl in Not, Hemayat, Integrationshaus Wien, die Österreichische Liga für Menschenrechte, der P.E.N.-Club und der Republikanische Club – Neues Österreich. Da dieses Bündnis – neben der KPÖ – auch von den Wiener Koalitionspartnern SPÖ und Grünen unterstützt wird, gilt diese Initiative als Mainstream-Protest. Schon die erste Demonstration von Jetzt Zeichen setzen! am Heldenplatz (direkt vor der Hofburg) am 27. Jänner 2012 konnte mehrere Tausend Teilnehmer mobilisieren. Sprecher dieser Plattform auf verschiedenen Demonstrationen waren Holocaust-Überlebende, wie Rudolf Gelbard und Dora Schimanko, als auch Politiker der Sozialdemokraten, der Grünen und der Volkspartei.